# Longsheng
Longsheng (en chino, 龙胜各族自治县; pinyin, Lóngshèng Gèzú zìzhìxiàn) es un condado autónomo bajo la administración directa de la Prefectura Guilin en la Región autónoma de Guangxi, República Popular China. Su área es de 2450 km² y su población total para 2020 superó los 180 mil habitantes.

## Administración
El condado autónomo de Longsheng se divide en 10 pueblos que se administran en 6 poblados y 4 villas.

## Historia
En la antigüedad se llamaba Sangjiang (桑江) y era parte de la Comandancia Qianzhong (黔中郡) en la dinastía Qin y la Comandancia Wuling (武陵郡) en la dinastía Han Occidental. 
Durante la dinastía Qing (1741) se estableció la Oficina Longsheng (龙胜厅)
bajo la jurisdicción directa de la Prefectura Guilin (桂林府) y en el primer año de la República China (1912), la Oficina fue abolida y  promovida a condado.
En 1951, se estableció el condado autónomo unido de Longsheng de varios grupos étnicos (Dong, Yao, Miao, etc.) 龙胜各族（侗、瑶、苗等）联合自治县, y en 1953 se cambió a condado autónomo de las diferentes etnias de Longsheng.

## Demografía
A finales de 2019, había 186 000 personas viviendo en el condado autónomo, entre ellas, 150 300 son población agrícola y 127 600 personas pertenecen a alguna minoría étnica.
Hay cinco nacionalidades en el condado autónomo; Miao, Yao, Dong, Zhuang y Han.